# Michael Ward (économiste)
Pour les articles homonymes, voir Michael Ward.
Michael Ward (1939-2008) est un économiste et statisticien britannique qui a apporté une contribution significative à l'évolution du système statistique international pendant l'après-guerre.

## Éducation et carrière
Michael Peter Ward est né en 1939 à Hammersmith, dans la banlieue sud-ouest de Londres, et a commencé ses études à l'école St Clement Danes, puis au Fetters College, à Londres. Il obtient un honours degree (Bachelor of Arts) en économie et statistique à l'université d'Exeter en 1958. Sa première affectation sera à Salisbury (aujourd'hui Harare, Zimbabwe), capitale de ce qui était à l'époque la Fédération de Rhodésie et du Nyassaland, de 1961 à 1962, en tant que fonctionnaire du UK [Official] Overseas Service Aid Scheme de l'Agence de la Couronne (en:Crown Agency. Il y est responsable des indices des prix à la consommation et prend une part active dans la conduite d'enquêtes sur le budget et la consommation des ménages européens et africains.
Il reprend en 1963 ses études à l'université de Cambridge où il obtient en 1964 un diplôme de Master of Arts en économie et où il restera Senior Research Officer jusqu'en 1972. En 1965 il est élu en:fellow du Selwyn College (Cambridge) où il devient directeur des études économiques. Il est dean du collège de 1970 à 1972. Il y conduit diverses études, sur la croissance à long terme de l'économie britannique (1688-1960), sur la croissance économique britannique et la comptabilité nationale. Il y est également "development fellow" de l'ODA, ce qui l'amènera à occuper des postes au Lesotho et aux Fidji.
En 1965-1966, il est ainsi fonctionnaire du ministère du développement outre-mer (UK Ministry of Overseas Development) au bureau des statistiques du Lesotho, consultant en comptabilité nationale et en analyse du secteur public, en préparation pour l'indépendance et pour évaluer les besoins futurs en aide extérieure. Fonctionnaire du UK Colonial Service de 1967 à 1969, il crée le service statistique (Government Statistical Service) des Fidji qu'il dirige, et conseille les services statistiques des Tonga et des autres membres du Haut-Commissariat aux territoires britanniques du Pacifique occidental (Western Pacific High Commission).
De 1972 à 1975 il devient conseiller régional en statistique de l'Unesco pour l'Afrique australe (Botswana, Lesotho et Swaziland) où il développe la formation statistique, laquelle bénéficie aussi aux pays voisins (Afrique du Sud, Malawi, Zambie, Ouganda et Zimbabwe).
De 1975 à 1982, il est directeur du programme statistique de l'Institut des Etudes sur le Développement (en:Institute of Development Studies) de l'université du Sussex. Il conduit plusieurs missions de longue durée au NEDA et à la Banque Centrale des Philippines, à la Commission économique et sociale de l'Asie et du Pacifique (CESAP), Bangkok, Thailande et des missions plus courtes dans de nombreux pays.
Ses liens avec l’OCDE datent du début des années 1970, alors qu’il participait avec Derek Blades et David Roberts à différents ateliers du Centre de Développement de l’OCDE sur les statistiques dans les pays en développement. En 1975, entre ses missions pour l’Unesco et son poste à l'université du Sussex, il travaille quelques mois comme consultant pour l’OCDE sur la mesure du capital. Son rapport, publié en 1976 reste un « classique » sur le sujet Quittant l'université du Sussex, il devient consultant à plein temps de l’OCDE à Paris de 1982 à 1985, où il participe avec Eurostat aux premiers calculs de parité de pouvoir d'achat pour l’année 1980 dans le cadre du « Projet de comparaisons internationales ».
En 1985, Ward devient Économiste Principal (Principal Economist) à la Banque mondiale. De 1989 à 1995, il est Économiste Principal pour l'Asie et le Pacifique et conduit de nombreuses missions en Asie, notamment au Vietnam, au Cambodge, au Laos, en Indonésie, en Birmanie et dans les îles du Pacifique. En 1995, il est nommé directeur des Services de conseil statistique de la banque (World Bank's Statistical Advisory Services). À ce titre, il collabore avec le Comité de l’aide au développement (en) (CAD) de l’OCDE pour la mise au point d’un ensemble d’objectifs internationaux pour le développement concernant divers aspects démographiques, économiques, sociaux et environnementaux. Ceux-ci deviendront plus tard les Objectifs du millénaire pour le développement (OMD).
De 1999 à 2000, tout en étant fonctionnaire de la Banque mondiale, il devient Directeur de la réhabilitation et conseiller économique adjoint auprès de la mission de maintien de la paix de l’ONU au Cambodge à Phnom Penh.
Après avoir pris sa retraite en 2000, il continue de travailler comme consultant pour diverses organisations internationales et des instituts nationaux de statistiques, notamment en Chine, en Inde et en Asie du Sud-Est. Ward avait, au cours de sa carrière, non seulement été employé par l’Unesco, l’OCDE et la Banque mondiale, mais il avait aussi travaillé pour un grand nombre d’autres organisations internationales, notamment la Banque africaine de développement (BAfD), la Banque asiatique de développement (BAD), la FAO, le Fonds monétaire international (FMI), ou l’Institut de statistiques pour l’Asie et le Pacifique. Fort de cette expérience, il participe au Projet d’histoire intellectuelle des Nations unies pour lequel il est responsable de l’histoire du développement des statistiques. En 2004 paraît son ouvrage « La quantification du monde : idées et statistiques aux Nations unies dans lequel il passe en revue les succès et les échecs des services statistiques des Nations unies au cours des 60 années précédentes.
Michael Ward est décédé en novembre 2008.
Michael était membre (fellow) de la Société royale de statistiques et membre actif de l’Institut international de statistique et de l’Association internationale de recherche sur les revenus et la richesse (International Association for Research in Income and Wealth ou IARIW), dont il a été membre du Conseil et président En 1999 il reçoit la médaille Henry Willem Methorst de l’Institut international de statistique pour sa "contribution exceptionnelle aux statistiques internationale". En 2000, il est élu "Chair" de l’Association internationale de recherche sur les revenus et la richesse. Pendant plusieurs années, il a été membre du groupe consultatif sur les statistiques (Statistical Advisory Panel) pour le Rapport sur le développement humain du Programme des Nations unies pour le développement (PNUD) et était membre du groupe d'experts des Nations unies sur la pauvreté.

## Publications
Ward écrivait beaucoup. Il produisit sept ouvrages, dont The Measurement of Capital en 1976, Purchasing Power Parities and Real Expenditures in the OECD (1980) en 1985, et Quantifying the World. UN Ideas and Statistics en 2004. Il a contribué un grand nombre d’articles et d’analyses de publications dans de nombreuses revues économiques et statistiques. Il a aussi contribué nombre d’articles à des ouvrages collectifs.
Il était aussi un contributeur prolifique au courrier des lecteurs de plusieurs journaux et revues – le « Financial Times », « The Economist », ou le « International Herald Tribune ».
Ses sujets d’intérêt étaient :
- la comptabilité nationale en général[13], en particulier pour les pays en voie de développement[14]

- la mesure du capital[15]

- les parités de pouvoir d’achat (PPA), au départ pour la déflation des comptes nationaux[16] et les politiques économiques[17], et même pour les dépenses d'armements[18]

- Très rapidement, Ward vit l’intérêt des PPA pour améliorer la comparabilité des données sur la pauvreté et les inégalités[19]. Étendant le concept de PPA de la sphère internationale au cadre national, il fut à l’origine de plusieurs études sur les différences de prix auxquels font face les membres de différents groupes sociaux an sein de chaque pays.

- les idéologies sous-jacentes à la production des statistiques et au cadre d’intégration statistique[20]. Dès son passage à l'université de Cambridge et à celle du Sussex, il fréquentait certains des économistes du développement les plus notables de l'époque, incluant Richard Stone, Dudley Seers, Richard Jolly (en), Hans Singer, Nancy Baster et Graham Pyatt, des personnes qui, comme il le nota dans son livre « La quantification du monde » « avaient en horreur tout suggestion de contraindre les faits à se plier aux théories et passèrent leur vie à construire des théories à partir des faits et à créer des cadres d'analyse qui décrivent mieux le fonctionnement du monde réel ».

- les systèmes statistiques, en particulier dans les pays en développement[21]. Ward a exercé ses activités dans de nombreux pays en voie de développement où il avait acquis une expérience considérable des statistiques et de leur utilisation dans la préparation et la conduite de politiques de développement économique et social.